# Bernardina
Bernardina je žensko osebno ime.

## Izvor imena
Ime Bernardina je različica ženskega osebnega imena Bernarda.

## Pogostost imena
Po podatkih Statističnega urada Republike Slovenije je bilo na dan 31. decembra 2007 v Sloveniji število ženskih oseb z imenom Bernardina: 51.

## Osebni praznik
Osebe z imenom Bernardina lahko god|godujejo takrat kot Bernarde.